# Реабилитация в России иностранных граждан, осуждённых по обвинениям в военных преступлениях

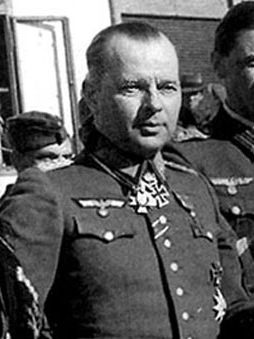
Гельмут фон Паннвиц, один из военнослужащих Вермахта, реабилитированных прокуратурой России в 1990-е годы во внесудебном порядке

Реабилитация в России иностранных граждан, осуждённых по обвинениям в военных преступлениях — многочисленные акты внесудебной (путем решений органов прокуратуры) отмены приговоров советских судов и решений Особого совещания, вынесенных в отношении иностранных граждан (в основном, военнопленных граждан нацистской Германии), обвинённых в преступлениях в отношении мирного населения СССР и советских военнопленных в период Великой Отечественной войны.
Реабилитация проводилась органами Главной военной прокуратуры России в 1992—1998 годах. При принятии решения о реабилитации осужденного военного преступника орган прокуратуры не обращался в суд, а своим решением отменял судебный приговор. Реабилитированные таким образом получали статус жертв политических репрессий — в соответствие с законом РСФСР от 18 октября 1991 года «О реабилитации жертв политических репрессий».
Под давлением общественности внесудебная реабилитация была остановлена, а решения о ней в отношении некоторых осужденных в качестве военных преступников — были позднее отменены. Всего внесудебную реабилитацию получили более половины осужденных советскими военными трибуналами по обвинениям в военных преступлениях немецких граждан. Общая численность реабилитированных иностранных граждан, ранее осужденных по обвинению в военных преступлениях, превысила 13 тысяч человек. Доктор юридических наук А. Е. Епифанов пришёл к выводу, что данная реабилитация была незаконной, так как прокуратура не имела права отменять решения советских судов без обращения в суд.

## Предыстория

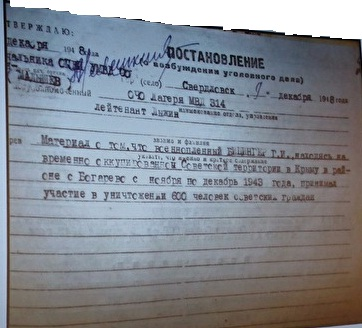
Постановление от 7 декабря 1948 года о возбуждении уголовного дела в отношении обер-ефрейтора Г. Й. Бицингера, участвовавшего в убийстве более 600 мирных граждан. Бицингер будет в 1992 году реабилитирован прокуратурой во внесудебном порядке

В период Великой Отечественной войны значительная часть территории СССР была оккупирована войсками Германии и её союзников. На оккупированной территории были совершены военные преступления — массовые убийства мирных жителей и советских военнопленных.

### Выявление лиц, причастных к военным преступлениям и следствие по их делам
Выявление причастных к военным преступлениям среди военнопленных советские органы начали уже в 1943 году. Так, в декабре 1943 года был повешен по приговору военно-полевого суда обер-ефрейтор дивизии СС «Мёртвая голова» Ф. Риттнер, который участвовал в уничтожении при отступлении советских населённых пунктов. 11 января 1944 года начальник Управления по делам военнопленных и интернированных Наркомата
внутренних дел СССР генерал-лейтенант И. А. Петров издал распоряжение № 28/00/186сс «О выявлении среди военнопленных участников зверств». В распоряжении говорилось, что в лагерях содержатся участники преступлений в отношении мирного советского населения и военнопленных, которые скрывают воинские звания и свою деятельность. Распоряжение предписывало оперативному составу лагерей выявлять таких лиц и документировать их преступную деятельность, передавая все материалы в оперативно-чекистский отдел Управления по делам военнопленных и интернированных НКВД СССР.
Выявленные участники военных преступлений на территории СССР и оккупированных стран Европы, а также сотрудники нацистских карательных органов и подразделений (зондеркоманд, СС, тайной полевой жандармерии, гестапо) переводились в режимные лагеря: Спасозаводский № 99 (Казахская ССР) и Суслонгерский № 171 (Марийская АССР). Основания для перевода были следующие:
- Личные признания военнопленных в участии в военных преступлениях;
- Свидетельские показания;
- Проверенные агентурные материалы.

Перевод оформлялся специальным постановлением, которое содержало анкетные данные военнопленного, агентурно-следственные материалы, заключение о его содержании на особом режиме и фотографию.
3 октября 1945 года в составе Оперативного управления Главного управления по делам военнопленных и
интернированных НКВД СССР была сформирована оперативная группа для координации работы по выявлению участников военных преступлений. В результате были выявлены тысячи участников военных преступлений.
К 1 ноября 1946 года на оперативном учёте в лагерях и спецгоспиталях состояли 6804 организатора и участника военных преступлений, среди которых были:
- 6030 военнослужащих германской армии;
- 435 военнослужащих румынской армии;
- 312 военнослужащих венгерской армии;
- 27 военнослужащих итальянской армии.

По званиям среди этих 6804 человек были следующие категории:
- 69 генералов;
- 602 офицера;
- 6133 унтер-офицера и рядовых.

Кроме этих военнослужащих были выявлены тысячи эсэсовцев, которых определяли в том числе по татуировке на предплечье левой руки. В ходе медосмотров в лагерях в 1945—1946 годах выявили около 15 тысяч эсэсовцев. Военнопленных с эсэсовским татуировками ставили на оперативный учёт.
Директива № 285сс МВД СССР в декабре 1946 года включила в число военных преступников, нацистов и милитаристов следующие категории:
- Руководящий и рядовой состав РСХА, абвера, СА, тайной полевой полиции, прочих правительственных, военных и карательных органов и учреждений гитлеровской Германии;
- Члены Гитлерюгенд, Германского трудового фронта, союза учителей, союза врачей и иных нацистских союзов и объединений.

На лиц, отнесённых к главным преступникам, заводили дела-формуляры, а на лиц, отнесённых к преступникам — учётные дела. После получения директивы № 285сс территориальные органы МВД регулярно информировали Оперативное управление Главного управления по делам военнопленных и интернированных о мероприятиях по разработке военных преступников. Например, начальник Управления МВД по Вологодской области полковник госбезопасности К. В. Боровков 15 февраля 1948 года доложил министру внутренних дел СССР генерал-полковнику С. Н. Круглову, что на учёте областного отдела по делам военнопленных и интернированных находились 2486 военных преступников (в том числе 51 главный военный преступник).
В июне 1948 года МВД выслало на места новый перечень категорий, относимых к военным преступникам. Из числа преступников были исключены (со снятием с оперативного учёта и последующей репатриацией):
- Офицеры германской армии;
- Рядовые члены НСДАП, гитлерюгенда, прочих национал-социалистических организаций и объединений.

Перед репатриацией была проведена фильтрация данной категории военнопленных. В июне—сентябре 1949 года МВД провело фильтрацию 40 тысяч военнопленных.
На каждого подучётного заводилось дело, которое включало:
- Анкету;
- Биографию;
- Медицинскую справку о выявлении татуировки;
- Протоколы допросов подозреваемого и свидетелей;
- Агентурные донесения;
- Материалы проверки по месту нахождения на территории СССР;
- Заключение о привлечении к судебной ответственности или репатриации.

При наличии оснований для привлечения к суду у прокурора запрашивали санкцию на водворение подследственного в тюрьму. Законченные уголовные дела направляли на рассмотрение в военные трибуналы войск МВД.
К концу сентября 1949 года оперативные отделы лагерей выявили 37 249 военнопленных, которые
подлежали привлечению к уголовной ответственности:
- 12 869 офицеров и рядовых СС;
- 10 299 офицеров и рядовых частей и соединений, совершавших зверства;
- 4488 офицеров и рядовых СА;
- 4159 офицеров и рядовых карательных частей и формирований;
- 1719 гласных и негласных сотрудников германских разведывательных и карательных органов (абвер, СД, гестапо, полевая полиция и др.);
- 1309 сотрудников лагерей для военнопленных и концлагерей;
- 824 сотрудника местных комендатур;
- 561 сотрудник суда, прокуратуры и полиции;
- 324 сотрудника политических, административных и хозяйственных органов на оккупированной территории СССР и стран Восточной Европы;
- 187 руководящих сотрудников НСДАП;
- 60 агентов английской, американской и французской разведок;
- 450 прочих «фашистских элементов».

В октябре 1949 года были созданы межведомственные комиссии на местах, в которые входили работники МВД, Министерства государственной безопасности СССР и прокуратуры. К 15 ноября 1949 года эти комиссии должны были закончить работу и передать дела военным трибуналам. Комиссии также выносили решения о репатриации тех, в деяниях которых не было состава преступления. Решение местной межведомственной комиссии (оформленное в виде протокола) утверждала центральная межведомственная комиссия.
Выявление военных преступников из числа немецких военнопленных проходило также на территории стран-сателлитов Германии, где находились советские войска. В середине декабря 1944 года заместитель председателя Союзной контрольной комиссии генерал-полковник С. С. Бирюзов, политический советник А. А. Лаврищев и начальник штаба Союзной контрольной комиссии генерал-майор А. И. Сучков направили В. М. Молотову первый Отчёт о работе этой комиссии за период от 29 ноября по 15 декабря 1944 года, в котором указали, что на территории Болгарии были переданы советскому командованию и отправлены в СССР 5777 германских военнопленных, а 90 германских военнопленных, обвиняемых в военных преступлениях, находились в тюрьме в Плевене.
Власти Румынии в сентябре 1944 года передали советской стороне архив Специальной разведывательной службы Президиума Совета министров Румынии и сигуранцы, раскрывавший их кадры и агентуру. На основании этих данных СМЕРШ к середине ноября 1944 года арестовал в Румынии 794 человека (включая 546 агентов румынских спецслужб). При этом власти Румынии вели самостоятельное преследование лиц, совершивших военные преступления в том числе на оккупированной территории СССР. 12 марта 1945 года в Румынии был принят закон № 312 «О разоблачении и наказании виновных в разорении страны и военных преступлениях».
На процессе Великой национальной измены был осужден по румынскому закону № 312 в мае 1946 года к расстрелу (вместе с Антонеску) губернатор Транснистрии Георге Алексяну.
В Румынии были созданы Народные трибуналы в Бухаресте (рассматривал дела о военных преступлениях на территории СССР) и в Клуже (рассматривал военные преступления со стороны преимущественно венгров в Северной Трансильвании), которые за период своего существования (их упразднили 28 июня 1946 года) рассмотрели дела в отношении 2700 обвиняемых, из которых осудили 668 человек (многих заочно). Оба трибунала вынесли 48 смертных приговоров, из которых 4 были приведены в исполнение. В частности, 22 февраля 1946 года Трибунал народа в Бухаресте начал рассматривать дело в отношении бывшего губернатора Бессарабии Константина Войкулеску, который в итоге был приговорен к тюремному заключению (умер в тюрьме в 1955 году). В 1948 году был арестован и осужден к тюремному заключению за преступления на советской территории бывший губернатор Бессарабии генерал Олимпиу Ставрат (освобожден в 1955 году).
Румынский закон относил к категории военных преступников также лиц, занимавшихся фашистско-легионерской пропагандой. Поэтому осенью 1948 года в Бухаресте были арестованы и переданы СССР редактора выходивших в оккупированном Кишинёве газет: Серджиу Рошка (газета «Басарабия») и Василе Цепордей (газета «Раза»). Редактора были осуждены за фашистскую пропаганду и обоснование политики террора и геноцида. В 1950 году был арестован и через два года пребывания в румынской тюрьме передан в СССР главный редактор «Вяца Басарабией» Пантелеймон Халиппа. В СССР Халиппа был приговорен к 25 годам.
Военнопленных из числа граждан стран-союзников Германии (с которыми 10 февраля 1947 года СССР заключил мирные договоры), не подозреваемых в военных преступлениях, советские власти репатриировали. Так, по состоянию на 1 июля 1947 года в советском плену оставались лишь 28 военнопленных 8-й итальянской армии, подозреваемых в военных преступлениях. Остальные итальянские военнопленные были уже репатриированы. В отношении оставшихся 28 итальянцев (3 генерала альпийского корпуса — Баттисти, Пасколини, Риканьо; 11 офицеров и 14 рядовых) Министерство внутренних дел СССР сообщало 14 июля 1947 года:

В отношении 17 итальянцев МВД СССР располагает материалами, изобличающими их в зверствах на территории Советского Союза, на основании которых они были задержаны перед отправкой на родину. Остальные 11 итальянцев, в том числе 3 генерала, 5 офицеров, задержаны как активные фашисты…

### Открытые судебные процессы над военнопленными

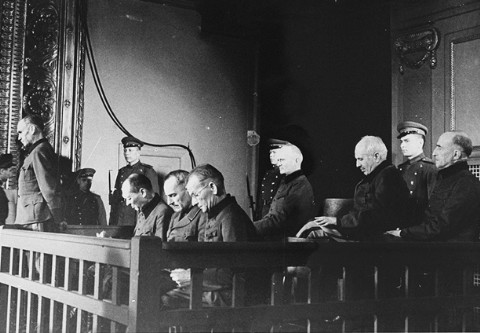
Подсудимые (семь генералов и полковников) на Рижском судебном процессе

В 1943—1949 годах были проведены 19 публичных процессов над группами военных преступников из числа иностранных военнопленных. Эти процессы над иностранными военными преступниками были открытыми и тщательно организованными. Их проводили в 17 городах СССР, освобожденных от противника, а также в Ленинграде и в Хабаровске. Кандидат исторических наук Дмитрий Асташкин привел цифру осужденных на 21 открытом процессе — 252 иностранных военнослужащих из Германии, Австрии, Японии, Венгрии и Румынии.

### Правовая основа для осуждения за военные преступления
Правовой основой для судов над этими иностранными военными преступниками стал Указ Президиума Верховного совета СССР от 19 апреля 1943 года.
Иногда военнопленных осуждали по статьям Уголовного кодекса РСФСР за контрреволюционные преступления, по которым судили и советских граждан в мирное время. Так, был осужден постановлением Президиума Верховного Суда СССР от 27 сентября 1950 года по статьям 58-6, 58-9, 58-4 УК РСФСР генерал-лейтенант Тоитиро Минэки. По статье за контрреволюционные преступления осуждали также военнопленных, совершивших преступления в период пребывания в плену. Так к 25 годам исправительно-трудовых лагерей был приговорен по статье 58-8 Уголовного кодекса РСФСР японский военнопленный Ватанабэ Хидайтэ, который в ночь с 25 на 26 сентября 1947 года с целью убийства нанёс несколько ударов топором по голове старшему антифашистского комитета Асати Ацуси и командиру роты военнопленных Фурута Кэдзуо, которые «вели борьбу с лодырями, ворами и дезорганизаторами производства».

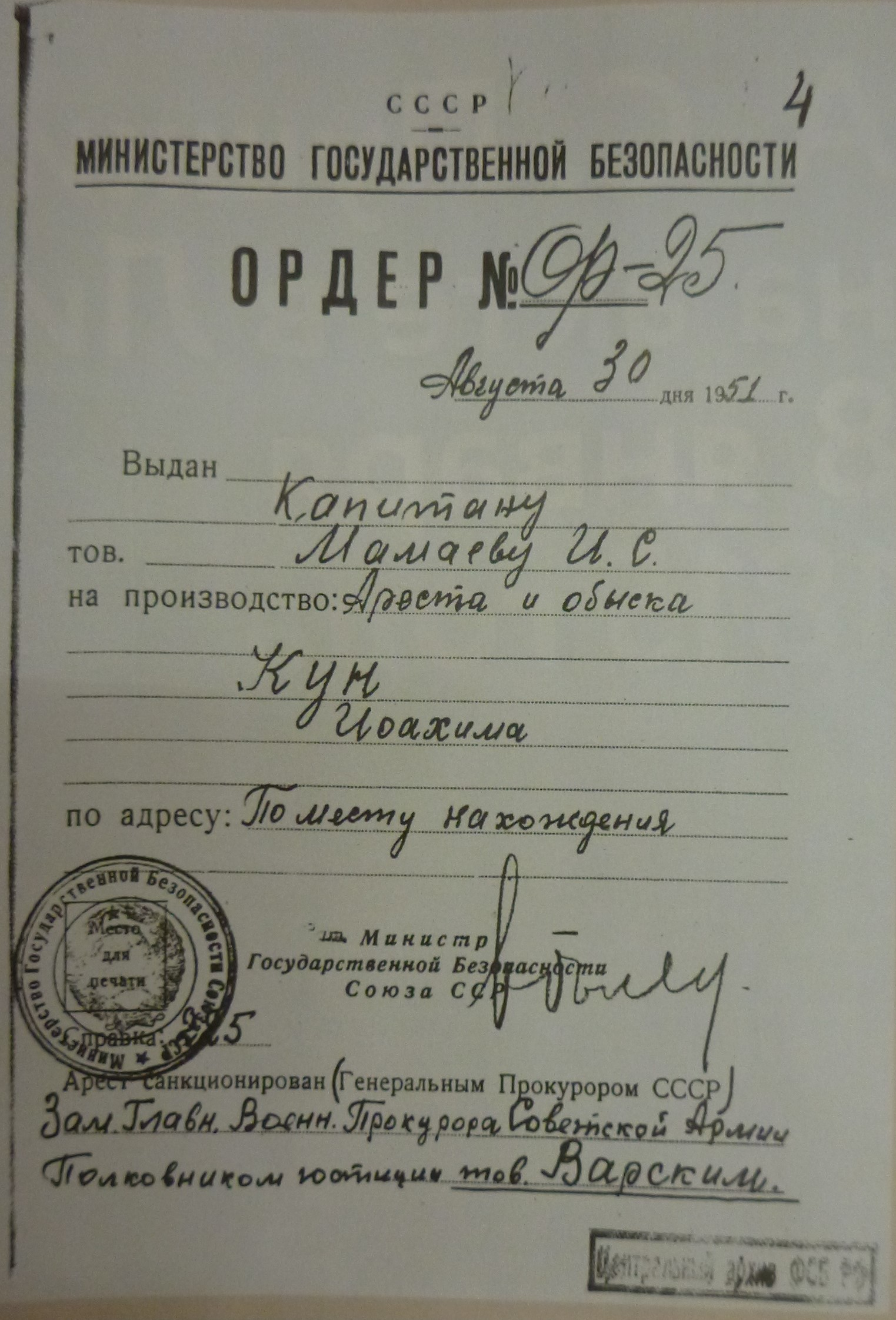
Ордер на обыск и арест Йоахима Куна от 30 августа 1951 года

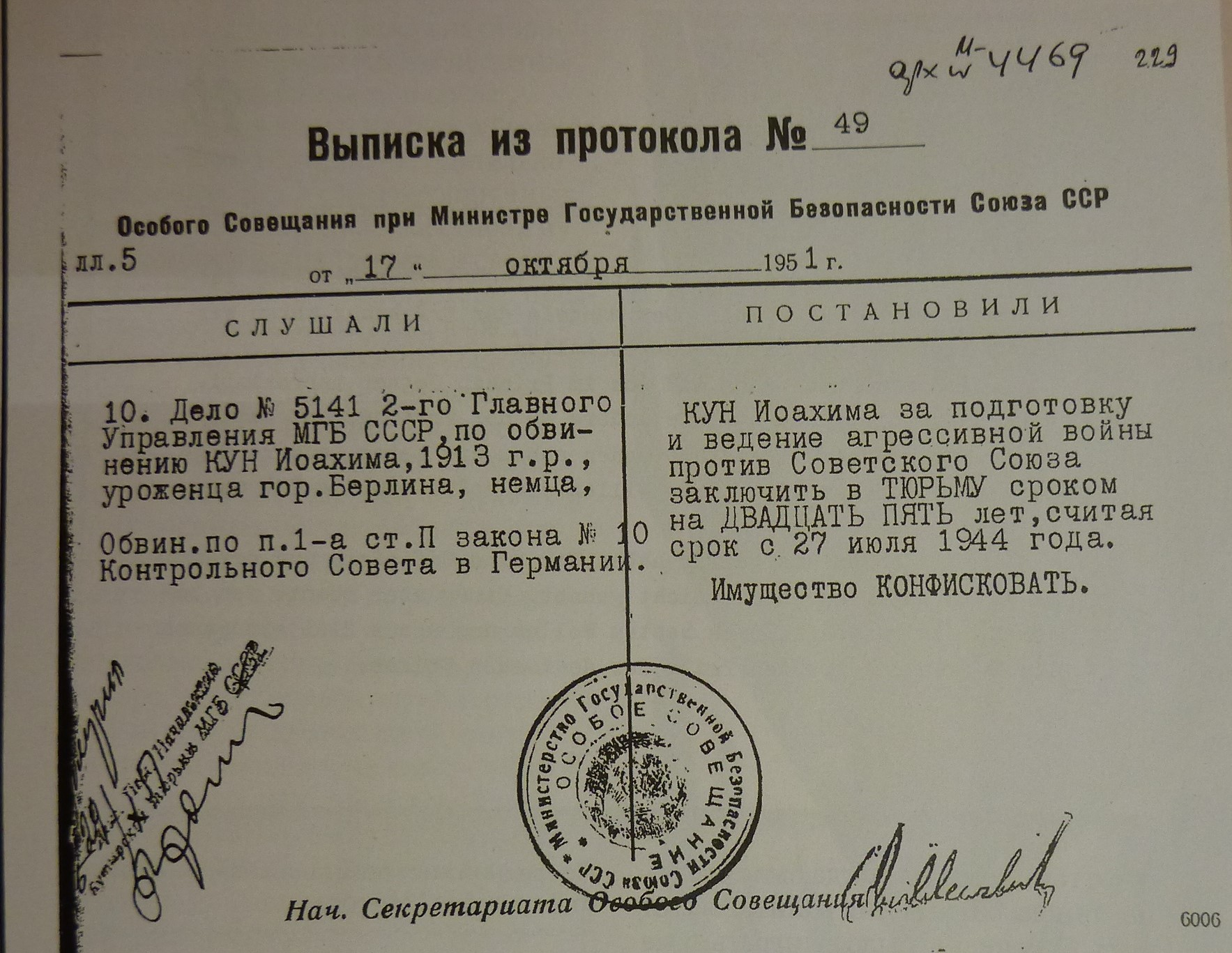
Приговор Особого совещания при Министре государственной безопасности СССР в отношении Куна от 17 октября 1951 года

Обвиненных в военных преступлениях граждан Германии иногда судили по закону № 10 Контрольного совета в Германии. Закон Контрольного совета № 4 от 30 октября 1945 года запретил немецким судам рассматривать преступления, совершенные гитлеровцами в отношении граждан стран Антигитлеровской коалиции. Такие уголовные дела должны были рассматривать только трибуналы союзников. В немецком уголовном праве не был прописан ряд уголовных преступлений. В Германии действовал Уголовный кодекс 1871 года, в котором не было норм о геноциде, преступлений против мира и человечности. Поэтому был принят закон № 10 Контрольного совета, который предусматривал составы преступлений: преступления против мира, преступления против человечности, военные преступления, принадлежность к определённым категориям преступной группы или организации (НСДАП, Гестапо, СС и других). Закон № 10 применялся также советскими органами (в том числе внесудебными). 17 октября 1951 года Особое совещание при Министре государственной безопасности Союза ССР приговорило к 25 годам тюремного заключения с конфискацией имущества майора Йоахима Куна, участника заговора против Адольфа Гитлера. Куна судили по пункту 1а статьи II закона № 10 Контрольного совета в Германии. При этом действия Куна квалифицировали как «подготовку и ведение агрессивной войны против Советского Союза» и в обвинительном заключении говорилось, что Кун, будучи участником заговора, преследовал цель уничтожения Гитлера для заключения сепаратного мира с Великобританией, Францией и США и продолжения войны против СССР.
Среди осужденных в 1945—1947 годах были немецкие генералы. В 1945—1947 годах в СССР на процессах над военными преступниками 18 немецких генералов были приговорены к смертной казни, а 23 генерала — к 25 годам каторжных работ.

### Рассмотрение дел закрытыми военными трибуналами (с 1947 года)
В конце 1940-х годов советские власти были вынуждены ускорить процесс рассмотрения дел иностранных военных преступников. Это было связано с двумя причинами. Во-первых, публичные процессы стоили очень дорого. Во-вторых, на СССР давили его бывшие союзники по антигитлеровской коалиции, настаивавшие на завершении процесса репатриации военнопленных.
Закрытые судебные процессы в 1947 году проводились в том числе за пределами СССР. При этом советский трибунал мог осудить человека, ранее оправданного местным иностранным судом. В августе 1946 года венгерские спецслужбы арестовали по подозрению в совершении военных преступлений Золтана Шомлаи, Ласло Варгу, Йожефа Темеши и Иштвана Тота. 21 декабря 1946 года Будапештский народный суд огласил приговор: оправдать обвиняемых за отсутствием доказательств. Оправдательный приговор был обжалован генеральным прокурором во Всевенгерский совет народных судов, который никак не мог рассмотреть дело. После этого делом занялись советские органы. Управление контрразведки Центральной группы советских войск провело свое следствие по делу. В период с 18 февраля по 23 июля 1947 года Управлением контрразведки советского гарнизона Будапешта были выявлены и подвергнуты предварительному заключению следующие венгерские граждане, обвиняемые в военных преступлениях:
- Золтан Шомлаи, генерал-майор;
- Шандор Райтер, подполковник;
- Ласло Варга, подполковник;
- Йожеф Темеши, прапорщик;
- Иштван Пружински, старший лейтенант;
- Иштван Тот, капитан.

9 сентября 1947 года в закрытом заседании дело в отношении венгров было рассмотрено военным трибуналом Центральной группы войск, который в австрийском Бадене назначил обвиняемым наказание.
24 ноября 1947 года вышло совместное распоряжение МВД СССР, Минюста СССР и Прокуратуры СССР о передаче законченных следственных дел на военнопленных, обвиняемых в военных преступлениях, на рассмотрение в закрытые суды по месту их содержания. Обвинение предписывалось квалифицировать по статье 1 Указа Президиума Верховного Совета СССР от 19 апреля 1943 года с вынесением приговора — 25 лет исправительно-трудовых работ. На места присылали списки соединений и частей немецких войск, принимавших участие в карательных акциях. Оперативные сотрудники лагерей проверяли каждого немецкого солдата и офицера на предмет службы в этих формированиях. Выявленных по спискам допрашивали (на основе показаний разыскивали сослуживцев) и фотографировали (фотографии направляли по месту совершения преступлений для опознания свидетелями.
Оперативно-следственную разработку военнослужащих частей, участвовавших в карательных акциях, вели по месту их содержания:
- По танковой дивизии СС «Тотенкопф» — Управления МВД по Свердловской и Крымской областям;
- По 8-й кавалерийской дивизии СС «Флориан Гайер» — МВД Украинской ССР, Татарской и Дагестанской АССР, Управления МВД по Свердловской и Крымской областям;
- По 800-му полку особого назначения «Бранденбург» — МВД Азербайджанской ССР и Дагестанской АССР, управления МВД по Челябинской и Ивановской областям;
- По 1-й танковой дивизии СС «Лейбштандарт СС Адольф Гитлер» — МВД Грузинской и Украинской ССР, Управления МВД по Свердловской и Куйбышевской областям;
- По 31-й добровольческой гренадерской дивизии СС — оперативный отдел лагеря № 236 (Грузинская ССР);
- По 707-й пехотной дивизии — МВД Белорусской ССР и Татарской АССР;
- По 95-й пехотной дивизии — Управление МВД по Вологодской области;
- По 45-й пехотной дивизии — МВД Белорусской ССР, Управления МВД по Ивановской и Горьковской областям;
- По 383-й пехотной дивизии — Управления МВД по Архангельской, Вологодской и Калининской областям.

Были приняты меры по предотвращению суицидов среди военнопленных, обвиняемых в военных преступлениях. МВД предписало лиц, которых помещали в карцер, обыскивать, а также обеспечивать внутрикамерной агентурой.
Было принято решение — судить иностранцев, обвиняемых в военных преступлениях, по ускоренной процедуре, то есть с отступлением от действующих советских уголовно-процессуальных норм. В частности, военные трибуналы выносили приговоры за 20 — 30 минут без участия обвинения, защитника и допроса свидетелей.
При осуждении приговор часто основывался на признательных показаниях обвиняемого, а само качество дел в отношении иностранцев было ниже, чем на советских граждан, привлекавшихся по тому же указу Президиума Верховного совета СССР от 19 апреля 1943 года. Историк Н. В. Суржикова по результатам изучения архивно-следственных делах на военнопленных и интернированных пришла к выводу, что часто дело в отношении иностранца начиналось с постановления на арест, а материалы предварительного следствия практически отсутствовали в материалах дела.
Впрочем, активная защита со стороны обвиняемых могла привести к прекращению дел. В частности, отказ военнопленного от признательных показаний мог привести к прекращению дела «за недостаточностью улик», так как часто других доказательств у следствия не было. Так, на судебном заседании 14 декабря 1948 года обвиняемый в участии в грабежах, арестах, угоне на рабский труд в Германию и насильственном привлечении к труду мирных советских граждан обер-ефрейтор Г. Беккер отказался от признательных показаний и потребовал допросить свидетелей из числа сослуживцев. Дело Беккера было направлено на доследование и закрыто за недостаточностью доказательств 17 марта 1949 года. Следствие вновь начало разбирательство дела Беккера, но 14 октября 1949 года дело вновь (уже окончательно) прекратили.
Случай Беккера был не единственным, когда отказ в суде от ранее данных показаний приводил к прекращению уголовного преследования. 21 декабря 1949 года от своих показаний отказался рядовой Г. Айгнер и на следующий день дело Айгнера было закрыто. Ефрейтор строительного батальона М. Бем, обвиняемый в изъятии продуктов у мирного советского населения, отказался от своих показаний 23 декабря 1949 года. После доследования 27 февраля 1950 года все обвинения с Бема были сняты, так как не удалось установить никаких фактов, изобличающих его преступную деятельность.
Некоторым обвиняемым советский суд был вынужден переквалифицировать обвинение. Так, личный пилот А. Гитлера генерал Ганс Баур обвинялся в том, что принимал участие в разработке военных планов, управляя самолётом во время визита Гитлера к Б. Муссолини. На суде Баур посоветовал председателю «арестовать и машиниста локомотива, который тащил тот вагон, в котором Гитлер и Муссолини вели переговоры в районе Бреннерского перевала». Это вызвало замешательство, но после 15-минутного перерыва советский трибунал осудил Баура с формулировкой:
Поскольку вы, совместно с Гитлером, несколько раз посещали советские города и, таким образом,
способствовали совершению преступлений против мирных советских граждан и советских военнопленных, вы признаны судом виновным и приговариваетесь к двадцати пяти годам заключения…
Осужденные закрытыми военными трибуналами могли подать кассационную жалобу на приговор. Некоторые осужденные этим правом воспользовались. Так, лейтенант и бывший адвокат Эрвин Шюле 22 декабря 1949 года был осужден военным трибуналом войск МВД Новгородской области. Уже 23 декабря 1949 года Шюле подал жалобу в Верховный суд СССР. В жалобе Шюле указывал на недопустимость его осуждения по принципу коллективной вины:

В акте государственной комиссии я не указан ни как преступник, ни как соучастник. Свидетелей нет, которые обвинили бы меня или могли бы обвинить в злодеяниях или преступных действиях. Прокурор обвинил меня исключительно за мою принадлежность к 215 пехотной дивизии с ноября 1941 по 14 марта 1943 года, но в пп. 1 — 4 указано, что коллективное осуждение не допустимо. Также и по советским законам осуждение без доказательств невозможно… Я не принимал никакого участия ни в убийствах, ни в злодеяниях, ни в ограблении советского населения…
29 апреля 1950 года Военная коллегия Верховного суда СССР рассмотрела дело Шюле и заменила 25 лет каторги депортацией из СССР. При этом Военная коллегия Верховного суда СССР Шюле не реабилитировала.
Судили в закрытых заседаниях также военнопленных из стран-союзников Германии. В итоге из 28 итальянских военнопленных дела в отношении 3 генералов и несколько военнослужащих были прекращены в ходе следствия. Около 20 итальянских военнопленных были осуждены по Указу от 19 апреля 1943 года к лагерным срокам. В частности, 27 июля 1948 года военный трибунал Киевской области приговорил к 25 годам капитана Гуидо Музителли (командира отряда снабжения артиллерийской группы Удине третьего альпийского полка артиллерии дивизии «Юлия»), который с конца сентября 1942 года по 11 января 1943 года в качестве командира итальянской зоны села Сергеевка Подгоренского района Воронежской области отнимал у крестьян имущество (скот, продукты и одежду), на допросах жестоко избивал двух женщин, а в ноябре 1942 года приказал повесить колхозника за отказ от работы. По мнению итальянского историка Джорджо Скоттони, изучившего дело Музителли, капитан был виновен во вменённых ему преступлениях.
Указ Президиума Верховного совета СССР от 19 апреля 1943 года применялся и в отношении иностранных военных преступников, которые совершили преступления против иностранцев за пределами СССР. Так, бывший полицмейстер отдела «К» (транспорт) охранной полиции Э. Байер, проходивший службу на территории Польши в Варшаве, Каттовицах и Ченстохове, был приговорен к 25 годам исправительно-трудовых лагерей по статье 1 Указа от 19 апреля 1943 года и статье 17 Уголовного кодекса РСФСР за службу в германских карательных органах и участие в начале сентября 1944 года в подавлении Варшавского восстания. На основании статьи 1 Указа от 19 апреля 1943 года на 25 лет исправительных лагерей был осужден унтер-офицер В. Аут — за участие в грабежах мирного чешского населения.
Судили не только за конкретные преступления, но и за принадлежность к структурам, совершившим военные преступления. Директива МВД, МГБ и Прокуратуры СССР № 746/364/213сс от 29 ноября 1949 года предписывала:

В тех случаях, когда достаточных следственных материалов о конкретной преступной деятельности не имеется, военнопленных офицеров, служивших на командных оперативных должностях в органах и войсках СС, предавать суду по ст. 17 УК РСФСР и Указу от 19 апреля 1943 года за самый факт принадлежности к СС как военных преступников. Во всех случаях, когда это возможно, указывать на акты Чрезвычайной государственной комиссии, устанавливающие преступления воинской части, в которой состоял обвиняемый
По этому же принципу предписывалось судить командный и рядовой состав концлагерей и лагерей для советских военнопленных, а также работников судов, полиции, прокуратуры. Сотрудники германской разведки и контрразведки привлекались к судебной ответственности по статьям 17 и 58-6 (шпионаж) Уголовного кодекса РСФСР.
По состоянию на февраль 1950 года в СССР было оставлено 13515 осужденных и подследственных военнопленных. Остальные военнопленные были репатриированы на родину. Однако суды продолжились.
В марте 1950 года была сформирована правовая основа для суда над оставшимися в советском плену немецкими генералами. 17 марта 1950 года были утверждены два строго секретных Постановления Совета Министров СССР № 1108-396сс и № 1109-397сс, которые предписывали освободить из плена и репатриировать 23 генерала, а остальных привлечь к уголовной ответственности по Указу от 19 апреля 1943 года, разделив их на три группы (по каждой был отдельный список, а 3 генерала подлежали передаче властям Чехословакии):
- Список № 1 «Военные преступники, совершившие зверства на временно оккупированной территории СССР» — 51 человек;
- Список № 2 «Генералы, реакционно реваншистски настроенные» — 59 человек;
- Список № 3 «Сотрудники карательных, разведывательных, полицейских органов и частей СС» — 9 человек.

Судили немецких генералов быстро. Так, дело главы Союза немецких офицеров Вальтер фон Зейдлиц (проходил по списку № 2) было рассмотрено за один день (8 июля 1950 года) в закрытом судебном заседании военного трибунала войск МВД Московского военного округа без свидетелей, причём быстро: судебное заседание открылось в 11:35, а приговор (25 лет) был оглашен в 15:55.

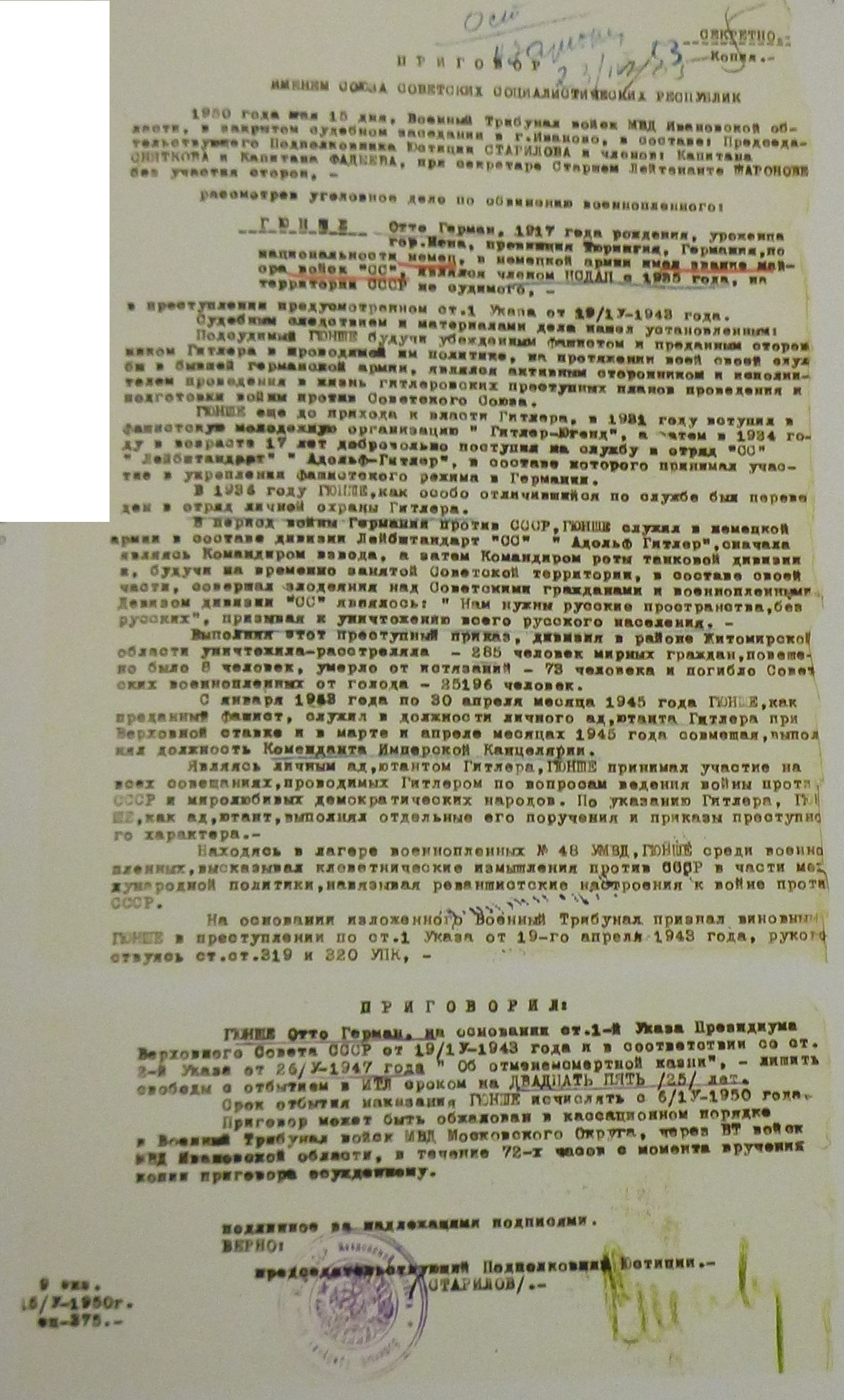
Приговор в отношении адъютанта Гитлера Отто Гюнше, вынесенный 15 мая 1950 года советским военным трибуналом войск МВД Ивановской области. В приговоре указано, что он может быть обжалован в кассационном порядке в вышестоящий суд

В 1950—1953 годах число отбывавших в СССР наказание иностранных военных преступников увеличилось за счёт осужденных советскими военными трибуналами и интернированных в Советский Союз из стран Восточной Европы иностранцев. В частности, именно в этот период была осуждена группа германских офицеров и штатских лиц, которых ранее допрашивали как свидетелей в рамках следствия по делу о смерти Гитлера — адъютант Отто Гюнше, камердинер Хайнц Линге и другие.
Всего по Указу от 19 апреля 1943 года в СССР осудили в 1943—1952 годах не менее 81780 человек, из которых 24069 человек были иностранцами.
На 1 июля 1953 года в СССР было 19118 иностранцев, осужденных за воинские преступления: 17528 военнопленных и 1590 интернированных. Почти половина осужденных такого рода (6455 военнопленных и 715 интернированных по состоянию на 1 июля 1953 года) отбывала наказание в лагере № 476 МВД СССР (Свердловская область).

### Освобождение и репатриация
Освобождение и репатриация осужденных шли ещё до 1953 года. В январе 1950 года Центральная межведомственная комиссия пересмотрела примерно 15 тысяч приговоров, вынесенных в отношении военных преступников из числа военнопленных вермахта. По итогам своей работы комиссия решила, что возможно выдворить из СССР тех, кто был привлечён по формальным признакам или совершил менее значительные преступления.
В феврале 1950 года МВД СССР приняло решение освободить и репатриировать 17499 военнопленных, в том числе:
- 5126 осуждённых в 1943—1949 годах за бытовые и воинские преступления;
- 7038 осуждённых после 1 ноября 1949 года за принадлежность к СС, СА, полицейским и охранным частям;
- 5293 находившихся под следствием за принадлежность к карательным подразделениям;
- 23 немецких генерала, в отношении которых не было получено компрометирующих данных;
- 19 бывших членов Национального комитета «Свободная Германия» и Союза немецких офицеров.

Освобождение и репатриацию ускоряло давление, которое на власти СССР оказывали власти и общественность стран гражданства военных преступников. Иногда это давление осуществлялось в пропагандистских целях — в рамках парламентской борьбы с местными коммунистами. В Италии в 1948 году были выборы, в связи с которыми получила распространение тема «28 заключенных итальянцах, забытых в России».

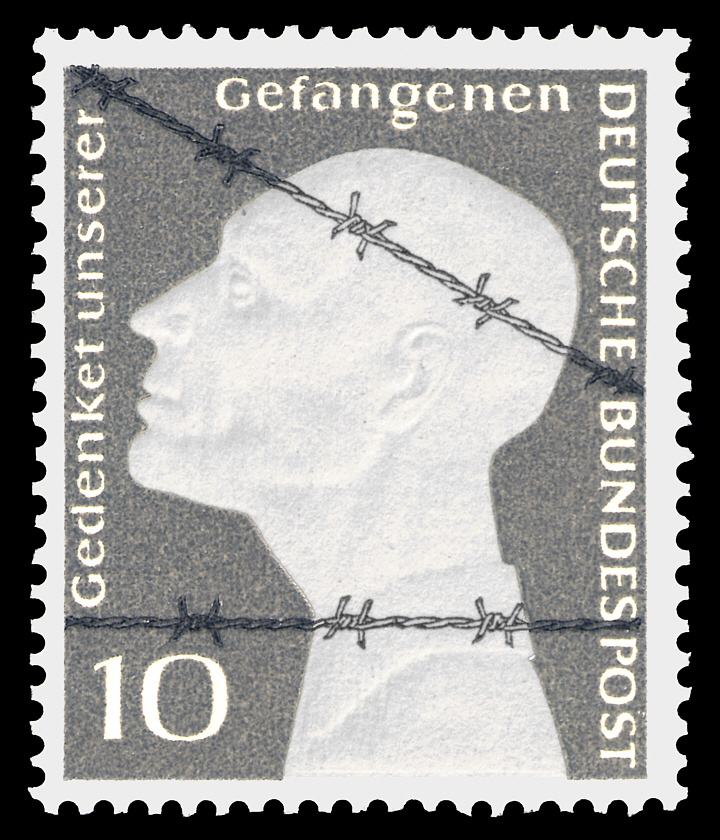
Почтовая марка о немецких военнопленных, находящихся в заключении за рубежом. Выпущена в ФРГ тиражом более 101 млн экз. в мае 1953 года

В 1953—1956 годах выжившие иностранные военные преступники были освобождены и репатриированы. Это было связано с попытками советской власти решить проблему Германии и Австрии. Уже в апреле 1953 года Президиум ЦК КПСС поручил межведомственной комиссии под председательством министра юстиции СССР К. П. Горшенина пересмотреть приговоры в отношении тех иностранных граждан, содержать которых в заключении больше не было необходимости. В работе комиссии Горшенина с 22 апреля по 12 мая 1953 года приняли участие 45 ответственных работников МВД СССР, Министерства юстиции СССР и прокуратуры, а также 15 технических работников. К работе комиссии также привлекались сотрудники Министерства иностранных дел. В зависимости от национальной принадлежности иностранцев, дела которых рассматривались, были созданы подкомиссии. Данная комиссия рекомендовала освободить от наказания 12,7 тысяч германских подданных. Начались освобождения. Комиссия также наметила к освобождению 428 осужденных, находившихся на территории ГДР.
Советско-германское коммюнике от 22 августа 1953 года предусматривало оставление в местах заключения только лиц, которые совершили особо тяжкие преступления против мира и человечности.
В реальности в 1953 году освободили не всех, кого планировали. После вторичного пересмотра (по поручению генерального прокурора СССР и во исполнение поручения ЦК КПСС) дел 14430 остававшихся в СССР осужденных военнопленных и интернированных в списки на освобождение к 3 ноября 1953 года включили:
- 2291 военнопленного и интернированного, осужденных по Указу Президиума Верховного совета СССР от 19 апреля 1943 года;
- 130 осужденных по закону № 10 Контрольного совета.

Освобождали лиц, которые были привлечены к ответственности за нанесение материального ущерба советским гражданам, государству и общественным организациям. Также освобождали престарелых и инвалидов.
Освобождение оформлялось определениями Верховного суда СССР. Подлежащих репатриации сконцентрировали в Гвардейском лагерном отделении Управления Министерства юстиции по Калининградской области.
Всего в Берлин репатриировали 5374 немецких военнослужащих, освобожденных от дальнейшего отбывания наказания, назначенного им за преступления, совершенные во время войны.
В СССР для дальнейшего отбывания наказания были оставлены следующие категории осужденных:
- Лица, принимавшие непосредственное участие в расстрелах и истязаниях советских граждан;
- Командиры частей и соединений, личный состав которых совершал на оккупированной территории зверства и злодеяния;
- Начальствующий состав карательных органов вермахта.

Одновременно шла работа по передаче властям ГДР тех военных преступников, которые были осуждены советскими органами и отбывали наказание на территории ГДР. 5 октября 1954 года было принято Постановление Совета министров СССР «О передаче правительству ГДР немецких граждан, осужденных советскими судами и отбывающих наказание на территории ГДР». 27 октября 1954 года председатель КГБ установил следующий порядок такой передачи:
- Учётно-архивный отдел КГБ на основании следственных материалов готовил справки с изложением составов преступлений осужденных для Инспекции по вопросам безопасности при Верховной комиссии СССР в Германии;
- Аппарат Инспекции передал справки властям ГДР;
- Власти ГДР принимали решения на основе справок об освобождении или об амнистии этих лиц;
- Инспекция изучала решения властей ГДР и направляла их в Центральную комиссию для принятия окончательных решений;
- Вынесенные решения согласовывались Инспекцией с германскими органами, которые совершали все формальности по освобождению от наказания или амнистии.

25 января 1955 года было прекращено состояние войны между СССР и Германией. ФРГ увязывала установление дипломатических отношений с СССР с пересмотром дел своих граждан, осужденных за военные преступления. 31 марта 1955 года в Москве и на местах начала работу правительственная комиссия, состоявшая из представителей органов государственной безопасности, юстиции и внутренних дел и возглавлявшаяся военными прокурорами. В общей сложности комиссия рассмотрела дела граждан 28 стран, осужденных за военные преступления. На основе заключений комиссии были изданы впоследствии 37 указов Президиума Верховного совета СССР об освобождении иностранных военнопленных от наказания и их возвращении на родину.
14 июля 1955 года Никита Хрущёв сообщил властям ФРГ и ГДР, что после заключения договора с ФРГ СССР освободит от дальнейшего отбывания наказания и репатриирует в ГДР или ФРГ (в зависимости от места жительства осужденного) 5614 немецких граждан:
- 3708 военнопленных;
- 1906 гражданских лиц;
- 180 генералов гитлеровской армии.

После выступления Хрущева вышел ряд указов Президиума Верховного совета СССР (от 23 июля 1955 года, от 1 августа 1955 года, от 9 августа 1955 года, от 22 августа 1955 года), которыми большинству осужденных за военные преступления из тех, кто находился в спецлагерях МВД СССР, сроки наказания были снижены до фактически отбытых.

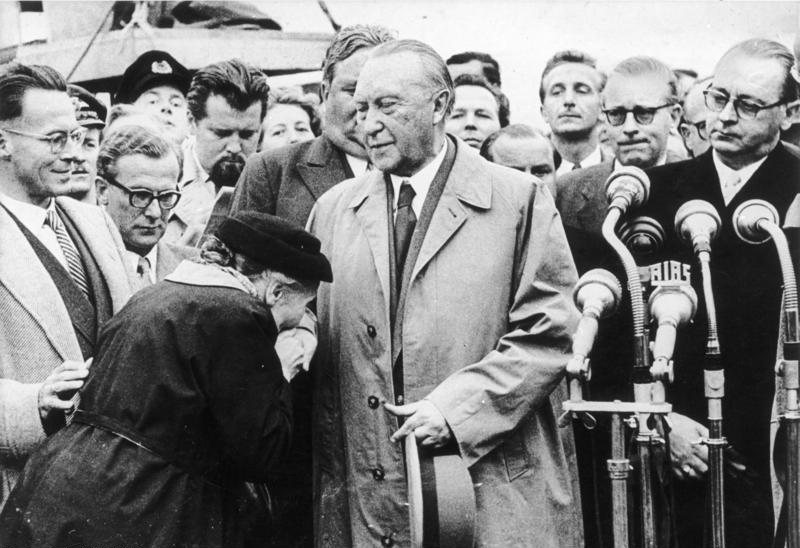
Мать военнопленного благодарит вернувшегося с переговоров с советским руководством Конрада Аденауэра, 14 сентября 1955 года

В сентябре 1955 года (после визита в СССР канцлера ФРГ К. Аденауэра) Президиум Верховного совета СССР издал указ об амнистии германских граждан. Уже 29 сентября 1955 года из Свердловской области отбыл первый эшелон с освобожденными немцами. 28 сентября 1955 года в ФРГ и ГДР были репатриированы 8877 военнопленных и интернированных (в том числе 749 немцев были переданы для дальнейшего отбытия наказания).
Амнистия также коснулась некоторых германских военнослужащих, осужденных на открытых процессах 1940-х годов. Так, в 1955 году был амнистирован координатор карательного 667-го ост-батальона «Шелонь» Вернер Финдайзен, которого судили на Новгородском процессе 1947 года за то, что его батальон расстрелял на льду реки Полисть 253 жителей двух деревень.
Затем репатриация до декабря 1955 года была приостановлена.
В мае 1955 года был заключён договор между СССР и восстановленной Австрией. Президиум Верховного совета СССР тогда издал указ об амнистии и репатриации на родину всех осужденных австрийских граждан. После этого осужденных иностранцев стали группировать по признаку гражданства, переводить в облегчённые условия содержания (со снятием сторожевых вышек и караулов с собаками). Австрийцев в мае 1955 года собрали, провели им медосмотр, поставили на усиленное питание и освободили по амнистии. Перед отправкой на родину освобожденным австрийцам выдали новую одежду и обувь, выплатили заработанные ими деньги и выплатили компенсацию (символическую) за изъятые у них ценности. Отправили австрийцев из Свердловска с оркестром, наградили отличившихся на работе подарками и провели экскурсию в Свердловский областной краеведческий музей.
Эшелоны с австрийцами ехали быстро. Так первый эшелон с освобожденными австрийцами (250 репатриантов) выехал из Свердловска 20 мая 1955 года и пересек границу СССР в районе станции Чоп 2 июня того же года. В Вене репатриантов встретил канцлер Австрии Юлиус Рааб, родственники и знакомые.
Одновременно шла репатриация граждан Венгрии и Румынии, причём значительная часть репатриированных амнистировалась. Неамнистированные передавались властям этих двух стран для дальнейшего отбытия наказания. Так из отбывавших в лагере № 476 в Свердловской области 394 венгерских и 442 румынских граждан были амнистированы соответственно 239 и 268 человек. В феврале 1956 года лагерь № 476 был закрыт в связи с завершением репатриации. Нерепатриированными остались только советские граждане, принявшие германское гражданство и некоторые румынские граждане. 18 — 20 ноября 1955 года венгерским органам советская сторона передала шесть осужденных венгров (Шомлаи, Райтер, Варга и другие).
Последний итальянский осужденный военнопленный — Гвидо Музителли — был репатриирован в 1954 году.
После завершения советско-югославского конфликта были пересмотрены дела югославских граждан. К декабрю 1954 года советская комиссия рассмотрела дела на югославских граждан и приняла следующие решения:
- Освободить 40 военнослужащих (2 офицеров, 7 унтер-офицеров и 21 солдата), которые проходили в годы войны службу в СС, вермахте, полиции и были осуждены за соучастие в зверствах на оккупированной территории СССР над мирным населением. Комиссия либо не нашла доказательств личного участия этих лиц в военных преступлениях, либо сочла их участие незначительным;
- 21 бывший военнопленный-югослав был оставлен для отбывания наказания в СССР, так как комиссия установила, что их осудили за непосредственное участие в расстрелах советского мирного населения и иные преступления.

#### Реакция властей стран гражданства осужденных на их репатриацию

Встреча осужденных немецких военнопленных, освобожденных СССР, 1955 год

В ГДР и Венгрии некоторые из переданных советской стороной осужденных военнопленных были заключены в местные тюрьмы.
В Австрии освобожденные преступники были встречены как жертвы коммунизма. Австрийские официальные лица открыто подчеркивали, что прибывшие осуждены несправедливо. Это проявилось при встрече второго эшелона с репатриированными австрийцами, прибывшего в Вену из Свердловской области. Второй эшелон с освобожденными австрийцами отбыл в Австрию в июне 1955 года. В Австрии представители Международного Красного Креста встретили их цветами и подарками. В Вене эшелон встречали несколько тысяч человек, в том числе бургомистр города. Министр внутренних дел Австрии обратился к репатриантам с речью:

…нам больших трудов стоило возвратить вас на Родину. Вы были осуждены советским судом незаконно, поэтому мы не считаем вас преступниками и окажем необходимое содействие в устройстве вашей жизни и благополучия
Содействие было оказано. Сразу по прибытии каждому репатрианту поднесли подарки, выдали по 3 тысячи австрийских шиллингов и на автомобилях развезли по домам.
В ФРГ вернувшиеся нацисты часто говорили, что были оклеветаны и признались в преступлениях под пытками. Власти им верили и позволили большинству осужденных вернуться к гражданским профессиям, а некоторые вновь вошли в элиту своих стран.
В Италии осужденные советскими трибуналами за военные преступления итальянские военнопленные были встречены властями Италии как жертвы коммунизма, виновные только в антисоветской агитации: правительство Италии даже награждало осужденных офицеров как «героев за свободу». Сам Музителли по возвращении в Италию объяснил свое осуждение политическими мотивами:

…сопротивлялся пропаганде русских, а также итальянских коммунистов, которые были в России. Тольятти, Д’Онофрио, Роботти и другим так называемым комиссарам, которые приходили к нам, чтобы читать лекции о политике… Шутовство! Суд вышел и через минуту вернулся с тремя машинописными страницами. Все уже было подготовлено…

## Начало реабилитации

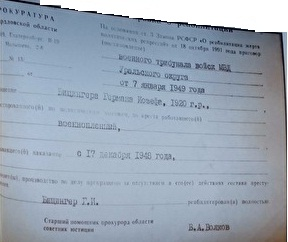
Справка о реабилитации Г. Й. Бицингера из его уголовного дела. Справка за подписью работника прокуратуры. Она выдана в 1992 году, но в ней нет даты. В 2018 году решение о реабилитации Бицингера было отменено прокуратурой Свердловской области

Реабилитация иностранных военных преступников стала частью большой реабилитации жертв политических репрессий 1990-х годов. Правовой основой стал закон о реабилитации жертв политических репрессий от 18 октября 1991 года. Для его реализации была создана Комиссия по реабилитации жертв политических репрессий при Президенте Российской Федерации во главе с Александром Яковлевым. За первые 10 лет действия закона 1991 года были реабилитированы около 4,5 млн человек, из которых 92 % — посмертно.
Закон 1991 года формально ставил в равное положение российских и иностранных граждан. Однако Борис Ельцин, как заключил историк Тимоти Колтон, в первый год своего правления часто использовал архивы для внешней политики. При этом президент не всегда проверял наличие достаточных оснований для политических заявлений. В частности, в июне 1992 года в Вашингтоне Ельцин обещал Конгрессу США раскрыть информацию об американских военнопленных корейской и вьетнамской войн, которые могли попасть в СССР. Хотя заявление произвело много шума, но никаких американских военнопленных или записей о них так и не было обнаружено.
Несмотря на декларируемое законом равенство, на практике пересмотр дел иностранцев осуществлялся в ускоренном порядке, за который высказались 16 декабря 1992 года президент России Борис Ельцин и канцлер Германии Гельмут Коль. Для пересмотра дел осужденных иностранных преступников был создан специальный отдел в Управлении реабилитации Главной военной прокуратуры.

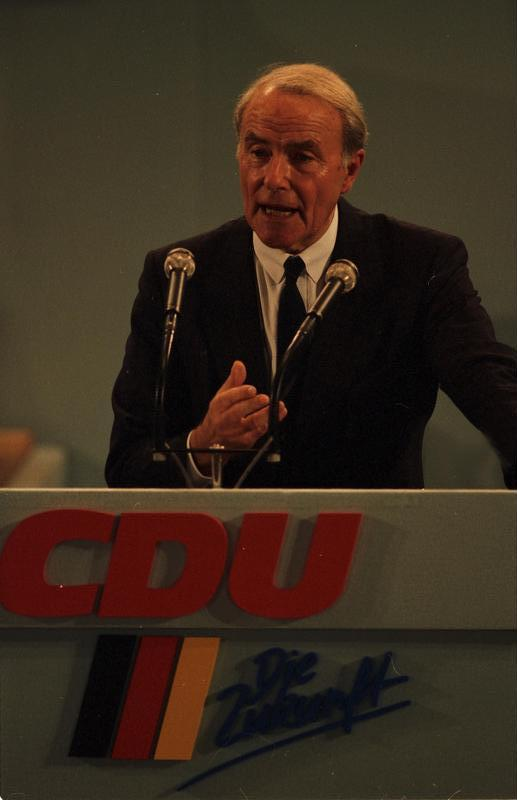
Альфред Дреггер

Некоторые немецкие политические деятели настаивали на поголовной реабилитации осужденных в СССР иностранных военных преступников. Например, в 1992 году член ХДС Альфред Дреггер предлагал реабилитировать актом Президента России всех военнопленных вермахта (в том числе осужденных за совершение зверств на оккупированной территории СССР).
В октябре 1995 года в Главной военной прокуратуре было создано Управление реабилитации российских и иностранных граждан, которое должно было осуществлять закон о реабилитации 1991 года. Оно взаимодействовало с Комиссией по реабилитации при Президенте Российской Федерации.

## Порядок внесудебной реабилитации
Решение о реабилитации принималось на основании ходатайств. Срок рассмотрения ходатайства — не более 3 месяцев. Сначала по итогам рассмотрения ходатайства о реабилитации военный прокурор составлял заключение о реабилитации. Заключение утверждал начальник управления реабилитации (или его заместитель или начальник отдела Управления реабилитации).
В случае невозможности реабилитации по объективным причинам дело заявителя с заключением, подписанным главным военным прокурором России, направлялось в военный суд, который выносил окончательное (положительное или отрицательное) решение на основе имеющихся в деле доказательств.
Массовый характер внесудебной реабилитации придали два распоряжения Генерального прокурора Российской Федерации (от 17 сентября 1992 года и 20 апреля 1994 года). Они предписывали работникам Управления реабилитации Главной военной прокуратуры Российской Федерации провести проверку всех производств (как судебных, так и внесудебных) в отношении советских и иностранных граждан, осужденных по политическим мотивам военными судами.
Решение о реабилитации принималось прокуратурой без обращения в суд. При этом решение прокуратуры об отказе в реабилитации могло быть обжаловано в суд, причём не только заинтересованным лицом, но и общественной организацией.
Так, осужденный постановлением Президиума Верховного Суда СССР от 27 сентября 1950 года по ст.ст. 58-6, 58-9, 58-4 УК РСФСР генерал-лейтенант Тоитиро Минэки был реабилитирован прокуратурой без обращения в суд на том основании, что вменённые ему преступления были совершены вне пределов территории СССР.
Военная прокуратура Восточного военного округа в письме от 11 февраля 2021 года сообщила в связи с этим следующее:

Установлено, что в соответствии с заключением, утвержденным 03.11.1997 военным прокурором Дальневосточного военного округа, Минэки Тоичиро признан привлечённым к уголовной ответственности по политическим мотивам и реабилитированным.
Из материалов уголовного дела следует, что судебными инстанциями Минэки Тоичиро признан виновным в совершении ряда контрреволюционных преступлений, предусмотренных главой 1 Особенной части Уголовного кодекса РСФСР в редакции 1926 года (далее — УК РСФСР), совершенных в довоенное время на территории Китая, а также Южном Сахалине, входившим в инкриминируемый период в состав Японии.
Вместе с тем на него, как на иностранца, находящегося в период совершения вменённых преступлений за пределами территории СССР, действия советских законов не распространялись и, с учётом положений раздела 2 УК РСФСР (Пределы действия уголовного кодекса), он привлечению к уголовной ответственности по законам СССР не подлежал.

…решение о реабилитации Минэки Тоичиро принято в военной прокуратуре Дальневосточного военного округа в соответствии с требованиями статьи 8 Закона Российской Федерации «О реабилитации жертв политических репрессий», поскольку для пересмотра дела в судебном порядке передаются уголовные дела только с заключением прокурора об отказе в реабилитации, составленном по результатам заявления заинтересованного лица или общественной организации.
В частности, попытка реабилитировать осужденных на Хабаровском процессе японцев выглядела так. В 1993—1994 годах Главная военная прокуратура Российской Федерации в связи с обращением Японской ассоциации бывших военнопленных рассмотрела материалы уголовного дела № Н‑20058 (по Хабаровскому процессу) и вынесла постановление об отказе в реабилитации. Определением Верховного суда Российской Федерации от 15 декабря 1994 года приговор по Хабаровскому процессу был оставлен в силе. То есть в случае с осужденными на Хабаровском процессе японцами поводом к рассмотрению вопроса о реабилитации стало обращение японской общественной организации.
На практике решение о реабилитации могла принимать и «гражданская» прокуратура. Например, в 1992 году осужденного Г. Й. Бицингера реабилитировала (без обращения в суд) прокуратура Свердловской области.

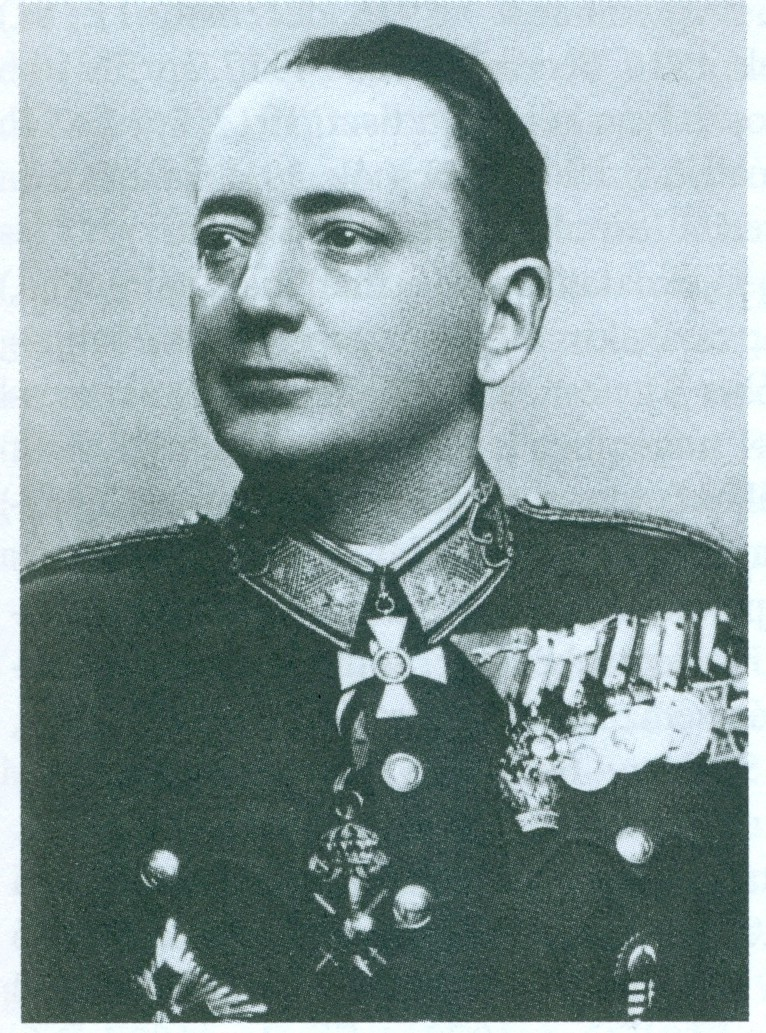
Сцилард Бакаи, реабилитированный прокуратурой России в 1992 году

Реабилитация касалась не только осужденных немцев, но иных иностранцев. В частности, в 1992 году был реабилитирован казнённый Сцилард Бакаи, бывший главнокомандующий Восточной венгерской оккупационной группой в СССР, хотя Бакаи признавал, что его войска совершали в СССР военные преступления. Бакаи был реабилитирован решением прокуратуры.

## Мотивы реабилитации
Доктор исторических наук В. П. Мотревич отметил, что в 1990-е годы часть осужденных военнопленных приходилось реабилитировать и причислить к жертвам политических репрессий в силу того, что при их осуждении были нарушены процессуальные нормы (не было защитника и т. п.). При этом виновность реабилитированных Главной военной прокуратурой военнопленных была подчас несомненна. Мотревич привел несколько примеров таких реабилитированных. Унтер-фельдфебель Г. Бартель был комендантом лагеря для советских военнопленных в Берлине, где создал для них невыносимые условия содержания. Обер-ефрейтор Г. Бицингер участвовал в карательных операциях против мирного населения в Крыму и в ходе проведённой с его участием операции в каменоломнях было убито более 600 мирных граждан. Полковник Ганс Герцог был осужден на 25 лет исправительно-трудовых лагерей за карательные операции против белорусских партизан. Он категорически отказался работать в лагере и заставить его трудиться не смогли. В мае 1992 года Герцога реабилитировали на основании закона «О реабилитации жертв политических репрессий».
Конкретные мотивы прокуратуры при вынесении решения о реабилитации могли вообще отсутствовать в решении о реабилитации. Доктор юридических наук А. Е. Епифанов, изучив дела реабилитированных нацистов, отметил, что иногда решения о реабилитации прокуратурой вовсе не мотивировались. Епифанов также обнаружил, что часто решение о реабилитации выносилось лишь на том основании, что вина иностранного преступника основана только на его признании (неподкрепленном иными доказательствами). В большинстве случаев сотрудники военной прокуратуры при принятии решения о реабилитации руководствовались только материалами уголовного дела, не истребуя какие-либо дополнительные материалы, чтобы подтвердить или опровергнуть его вину.

## Незаконность внесудебных реабилитаций
Доктор юридических наук А. Е. Епифанов пришёл к выводу, что действия органов военной прокуратуры по внесудебной реабилитации противоречила как статье 13 Уголовно-процессуального кодекса РСФСР (действовавшего в 1990-е годы), так и статье 118 Конституции Российской Федерации. Незаконность выражалась в том, что органы военной прокуратуры по сути узурпировали у суда право решать вопрос о виновности.

## Прекращение внесудебного периода реабилитации
Решение Верховного суда Российской Федерации от 21 января 1998 года прекратило действие закона «О реабилитации жертв политических репрессий» в отношении иностранцев, осуждённых по Указу Президиума Верховного совета СССР от 19 апреля 1943 года. Верховный суд Российской Федерации указал, что предусмотренные данным Указом деяния, непосредственно не относятся к разряду государственных или совершенных по политическим мотивам преступлений.
С момента вынесения постановления Верховного суда Российской Федерации от 21 января 1998 года все решения судов в отношении иностранных военных преступников могли прекращаться только с применением общего уголовно-процессуального законодательства. Внесудебный период реабилитации закончился.
Таким образом, с 1998 года решение о реабилитации иностранного военного преступника стало возможным принимать только в судебном порядке. Это привело к сокращению численности реабилитируемых. Тем не менее в 2000-е годы рассматривались вопросы реабилитации осужденных иностранцев, в том числе осужденных на открытых судебных процессах.
Решался вопрос о реабилитации венгров и немцев, осужденных на Черниговском процессе. Постановлениями Главной военной прокуратуры Российской Федерации от 3 октября 2002 года и от 30 июля 2003 года были признаны осужденными в законном порядке и не подлежащие реабилитации:
- Алдя-Пап и 15 иных лиц, осужденных на Черниговском процессе;
- Осужденный 9 сентября 1947 года на закрытом судебном заседании военного трибунала Центральной группы войск в Бадене Золтан Шомлаи и 5 иных лиц.

В 2010-е годы от иностранных военных преступников продолжали поступать обращения о реабилитации. По словам главного военного прокурора России С. Н. Фридинского в 2013 году было рассмотрено 21 дело в отношении иностранных военных преступников на предмет их реабилитации (по заявлениям в том числе бывших немецких военнослужащих). Все заявители были признаны военным судом не подлежащими реабилитации.
Тем не менее обращения в Генеральную прокуратуру о реабилитации нацистских преступников поступали и в 2010-е годы. Так, за первые девять месяцев 2014 года в Генеральную прокуратуру Российской Федерации поступили 117 обращений о реабилитации немецких военных преступников. По обращениях прокуратура выносила заключения и направляла их в Верховный суд Российской Федерации. Например, организация «Саксонский мемориал» (в лице представителя Зура) обратилась в Генеральную прокуратуру России с просьбой о реабилитации сотрудника Абвера, генерал-лейтенанта Ганса Пикенброка, приговорённого в 1952 году к 25 годам исправительно-трудовых лагерей за преступления против мира и безопасности человечества. Пикенброк был освобождён в 1955 году, получил от властей ФРГ пенсию и умер в 1959 году. По Пикенброку прокуратура изучила дело, вынесла отрицательное заключение о реабилитации и на его основе Верховный суд Российской Федерации 15 ноября 2014 года отказал в реабилитации.

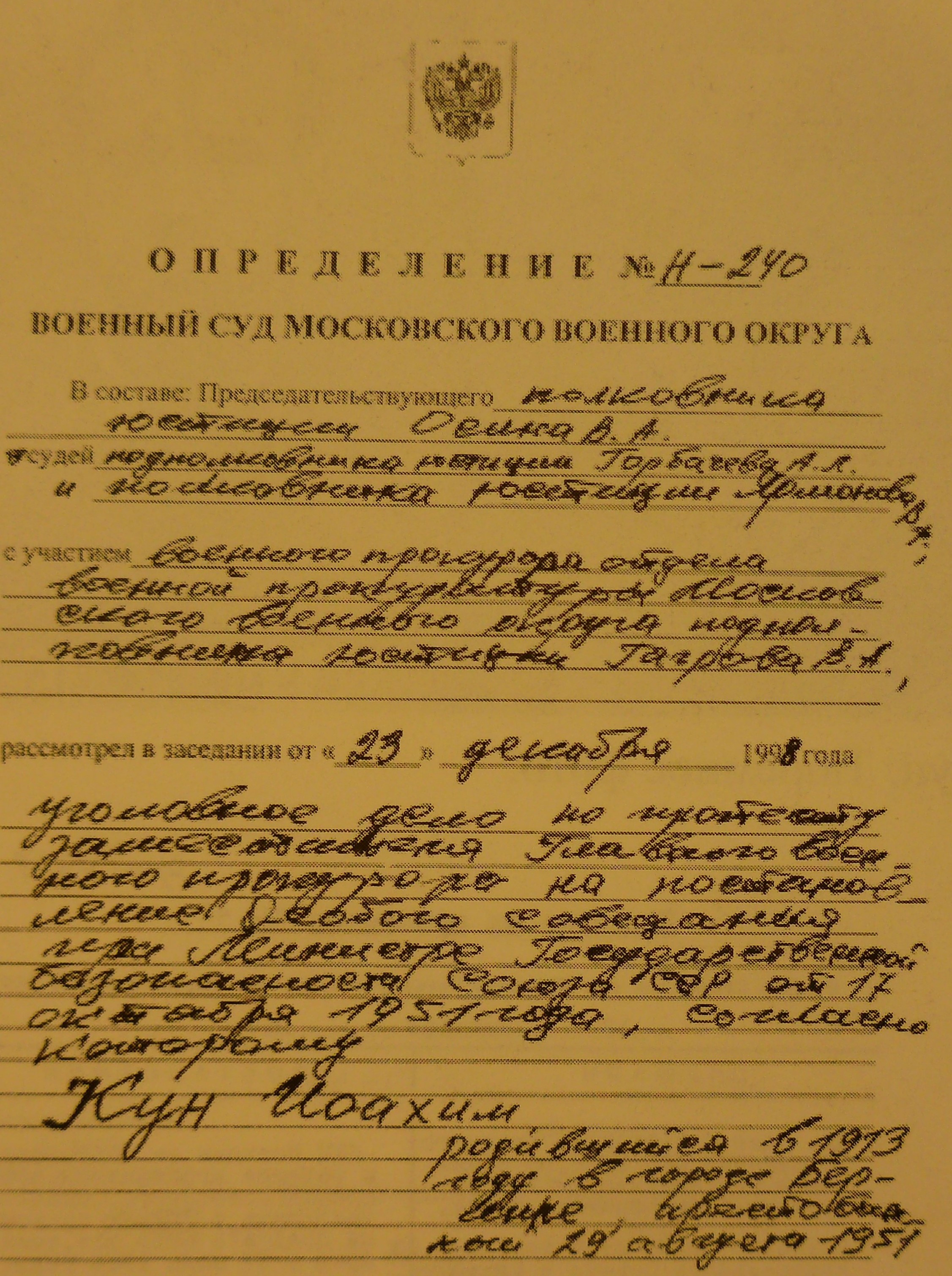
Определение военного суда Московского военного округа от 23 декабря 1998 года о реабилитации Куна

Прекращение внесудебного порядка реабилитации привело к тому, что даже в отношении иностранцев, осуждённых советскими внесудебными органами, решение о реабилитации стал принимать суд по протесту прокурора. Так, 23 декабря 1998 года военный суд Московского военного округа реабилитировал майора Йоахима Куна, который в 1951 году был приговорён к 25 годам тюремного заключения Особым совещанием при Министре государственной безопасности СССР.

## Отмена некоторых внесудебных решений о реабилитации
Некоторые решения о реабилитации были отменены. В частности было отменено решение о реабилитации фон Паннвица. Некоторые решения были отменены спустя десятилетия. Так в феврале 2018 года прокуратура Свердловской области по жалобе одного из граждан (узнавшего на лекции историка о таком факте) отменила решение о реабилитации Г. Й. Бицингера, участвовавшего в убийстве более 600 мирных граждан и реабилитированного в 1992 году.

## Общее число реабилитированных
За период с 18 октября 1991 года по январь 2001 года органы военной прокуратуры (по собственным данным) на основании Закона «О реабилитации жертв политических репрессий» рассмотрели более 17569 обращений иностранцев (в основном немцев). В результате 13035 иностранцев были признаны жертвами политических репрессий и реабилитированы, а 4534 иностранцам в реабилитации было отказано. Доктор юридических наук А. Е. Епифанов отмечает, что большинство этих лиц было привлечено как раз за злодеяния, совершённые в годы Великой Отечественной войны.

## Оценки историков
Венгерские историки Тамаш Краус и Ева Мария Варга в 2015 году негативно оценили реабилитацию, назвав её «абсурдным политическим трюком» «ельцинского режима, который в интересах поддержания „хороших отношений“, а также демонстрируя всему миру свою „правовую чувствительность“, реабилитировал военных преступников, в том числе и венгров».